# Henri Koot

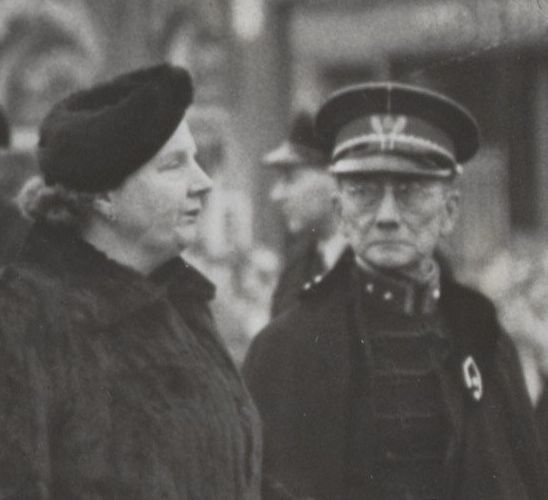
General Henri Koot neben Königin Juliana am 22. Dezember 1956

Henri Koot (* 29. Dezember 1883 in Singaradja auf Bali; † 18. Januar 1959 in Den Haag) war ein niederländischer General und Kryptoanalytiker.

## Leben

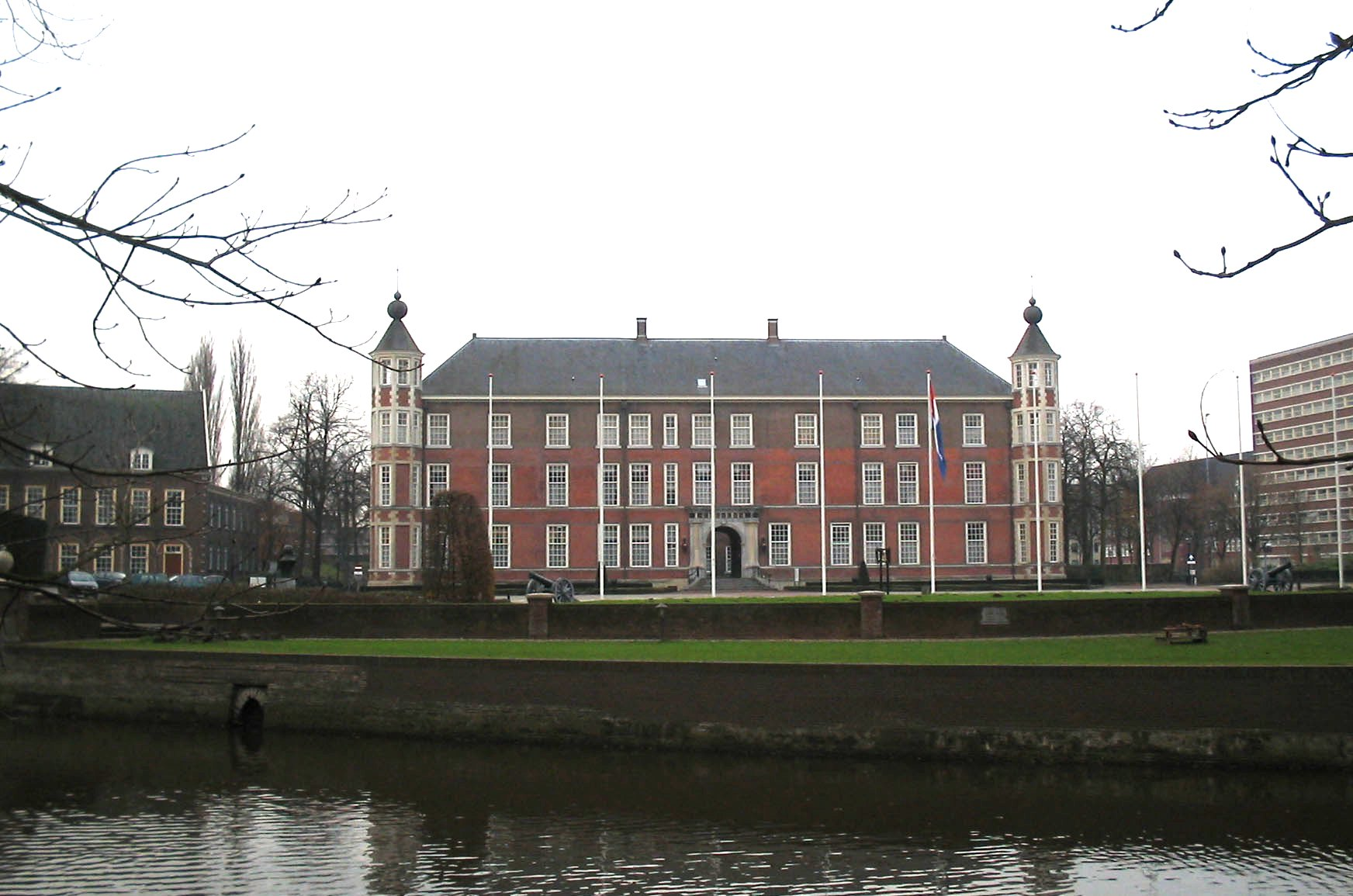
Schloss Breda beherbergt die Königlich Niederländische Militärakademie

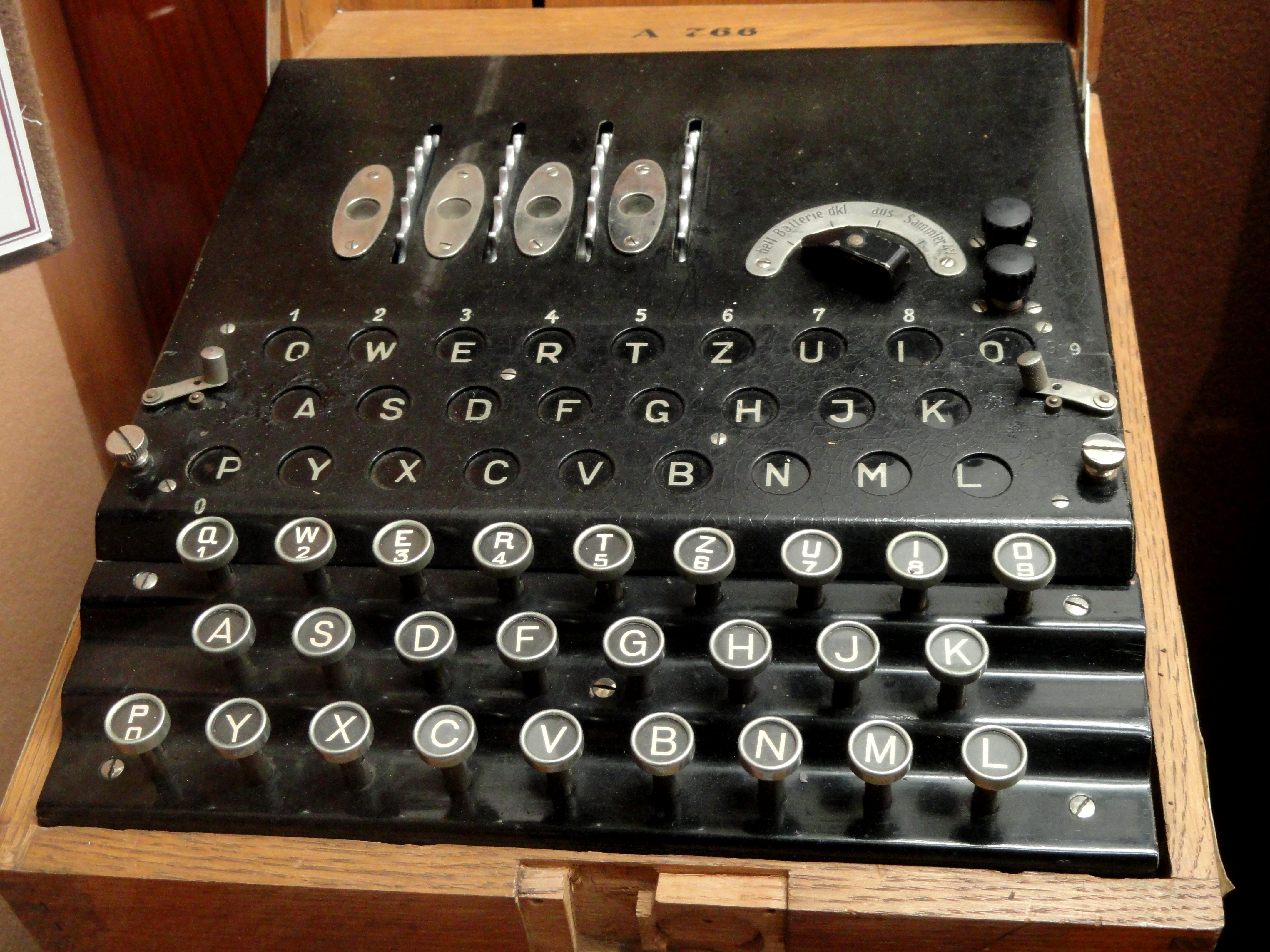
Solch eine Enigma-D wurde von Koot kryptanalytisch begutachtet und bewertet

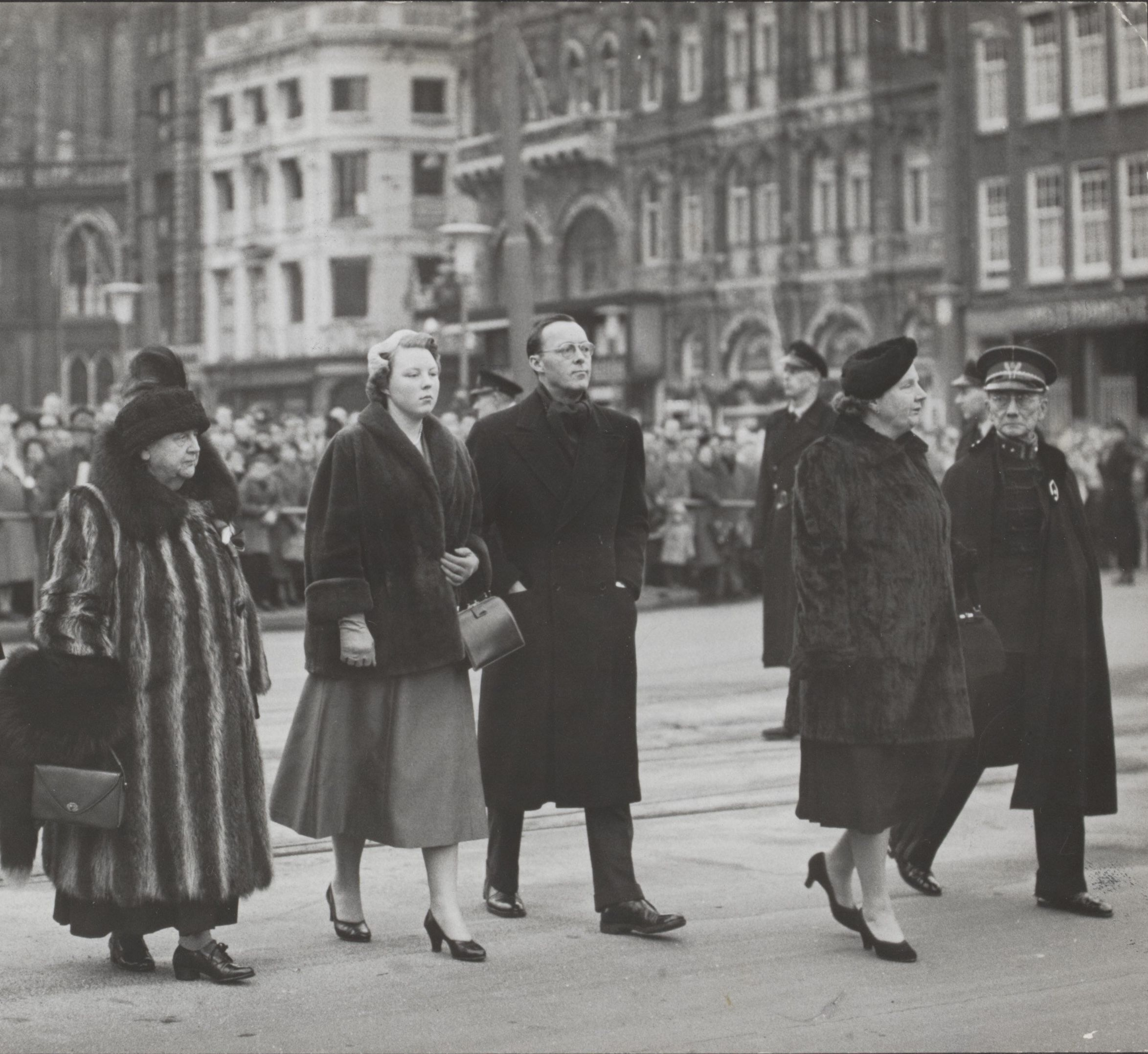
Von rechts: General Henri Koot neben Königin Juliana, Prinz Bernhard und Kronprinzessin Beatrix. Ganz links die ehemalige Königin Wilhelmina. Amsterdam, am 22. Dezember 1956.

Geboren als Sohn eines niederländischen Kolonialbeamten und einer chinesischen Mutter auf Bali, damals Teil von Niederländisch-Ostindien, begann seine militärische Laufbahn im Alter von 17 Jahren als Kadett der Koninklijke Militaire Academie (KMA, deutsch „Königliche Militärakademie“) in Breda (Bild). Drei Jahre später, am 22. Juli 1904, schloss er seine Ausbildung dort mit der Offiziersprüfung ab und wurde zum Leutnant befördert.
Mit Ausbruch des Ersten Weltkriegs (1914) wurde er in den Generalstab abkommandiert und erhielt dort die Aufgabe, verschlüsselte feindliche Funksprüche zu analysieren, ein zu dieser Zeit für die niederländische Armee neues Arbeitsgebiet. Nach dem Krieg, im April 1920, inzwischen im Rang eines Hauptmanns wurde er Chef des neuen teilstreitkräfteübergreifenden kryptographischen Büros (niederländisch Cryptographisch Bureau). Er blieb in dieser Position bis Januar 1933.
Während dieser Zeit erhielt er eine deutsche Rotor-Chiffriermaschine Enigma-D (Bild) von der Chiffriermaschinen AG zur Ansicht und Erprobung. Nach zweimonatiger Analyse kam er zu folgender Einschätzung:

“I dare say that it satisfies all requirements, be they ever so high even the possession of an equal machine with the same electrical connections both in the ciphering cylinders and in the other parts of the machine will not enable an unauthorized person to find out its solution.”

„Ich wage zu behaupten, dass sie alle Anforderungen erfüllt, egal wie hoch. Selbst der Besitz einer gleichwertigen Maschine mit denselben elektrischen Verbindungen sowohl in den Chiffrierzylindern als auch in den anderen Teilen der Maschine wird eine unbefugte Person nicht dazu in die Lage versetzen, eine Lösung zu finden.“

Während des Zweiten Weltkriegs, inzwischen Oberst, wurde er am 5. September 1944 zum  Kommandeur der neu aufgestellten Binnenlandse Strijdkrachten (deutsch etwa „Niederländische Inlands-Streitkräfte“) ernannt. Dabei handelte es sich um einen offiziell gebildeten Verbund der drei wichtigsten niederländischen Widerstandsgruppen, die in der Endphase des Kriegs (1944–1945) gemeinsam gegen die deutsche Besatzung kämpften. Zunächst in Amsterdam wechselte im November 1944 sein Hauptquartier ins Landgut Ulvenhout südlich des inzwischen befreiten Breda. Im April 1945 wurde er zum Generalmajor befördert.
Ein kurz nach dem Krieg verfasster, seinerzeit als Top Secret klassifizierter Bericht, der erst 2015 von der NSA freigegeben wurde, bezeichnet ihn als niederländisches Pendant zum Amerikaner Herbert Yardley und nennt ihn „the ‘godfather’ of Dutch military cryptology“ (deutsch „den ‚Paten‘ der niederländischen militärischen Kryptologie“).
General Henri Koot starb im Alter von 75 Jahren.